# The Cheerful Insanity
The Cheerful Insanity of Giles, Giles and Fripp is het enige studioalbum van de Britse band Giles, Giles & Fripp. Het album is geproduceerd door Wayne Bickerton. Met enige gastmuzikanten, waaronder pianist Nicky Hopkins werd het album bij elkaar gespeeld. Het was geen succes bij de release van het album. Aangezien G, G & F later als basis diende voor King Crimson, dat steeds populairder werd, bereikte het een cultstatus. 

## Musici
- Robert Fripp - gitaar;
- Peter Giles - basgitaar;
- Michael Giles - drums.

## Composities
1. North meadow (PG)
2. The saga of Rodney Toady (deel 1) (RF)
3. Newly weds (PG)
4. The saga of Rodney Toady (deel 2) (RF)
5. One in a million (MG)
6. The saga of Rodney Toady (deel 3) (RF)
7. Call tomorrow (PG)
8. The saga of Rodney Toady (deel 4) (RF)
9. Digging my lawn (PG)
10. The saga of Rodney Toady (deel 5) (RF)
11. Little children (RF)
12. The cruckster (MG)
13. Thursday morning (MG)
14. How do they know (MG)
15. Just George (deel 1) (MG)
16. Elephant song (MG)
17. Just George (deel 2) (MG)
18. The sun is shining (MG)
19. Just George (deel 3) (MG)
20. Suite 1 (RF)
21. Just George (deel 4) (MG)
22. Erudite eyes (RF)
23. She is loaded (PG)
24. Under the sky (RF)
25. One is a million (mono-single) (MG)
26. Newly-weds (single) (PG)
27. Thursday morning (mono-single) (MG)
28. Thursday morning (stereo-single) (MG).

Deze lijst is afkomstig van de cd-uitgave uit 1992; de lp zal er anders hebben uitgezien.